# Lygosoma carinatum
Lygosoma carinatum är en ödleart som beskrevs av  Ilya Sergeevich Darevsky och ORLOVA 1996. Lygosoma carinatum ingår i släktet Lygosoma och familjen skinkar. IUCN kategoriserar arten globalt som otillräckligt studerad.
Artens utbredningsområde är Vietnam. Inga underarter finns listade i Catalogue of Life.